# سیه‌رخ جنگلی
سیه‌رخ جنگلی (نام علمی: Batis mixta) نام یک گونه از سرده سیه‌رخ‌ها است.